# Osiny Dolne
Osiny Dolne – wieś w Polsce położona w województwie mazowieckim, w powiecie siedleckim, w gminie Mokobody. Ma status sołectwa.
Wierni Kościoła rzymskokatolickiego należą do parafii św. Jadwigi w Mokobodach.
W latach 1975–1998 miejscowość administracyjnie należała do województwa siedleckiego.
We wsi działa założona w 1967 roku jednostka ochotniczej straży pożarnej.

## Linki zewnętrzne

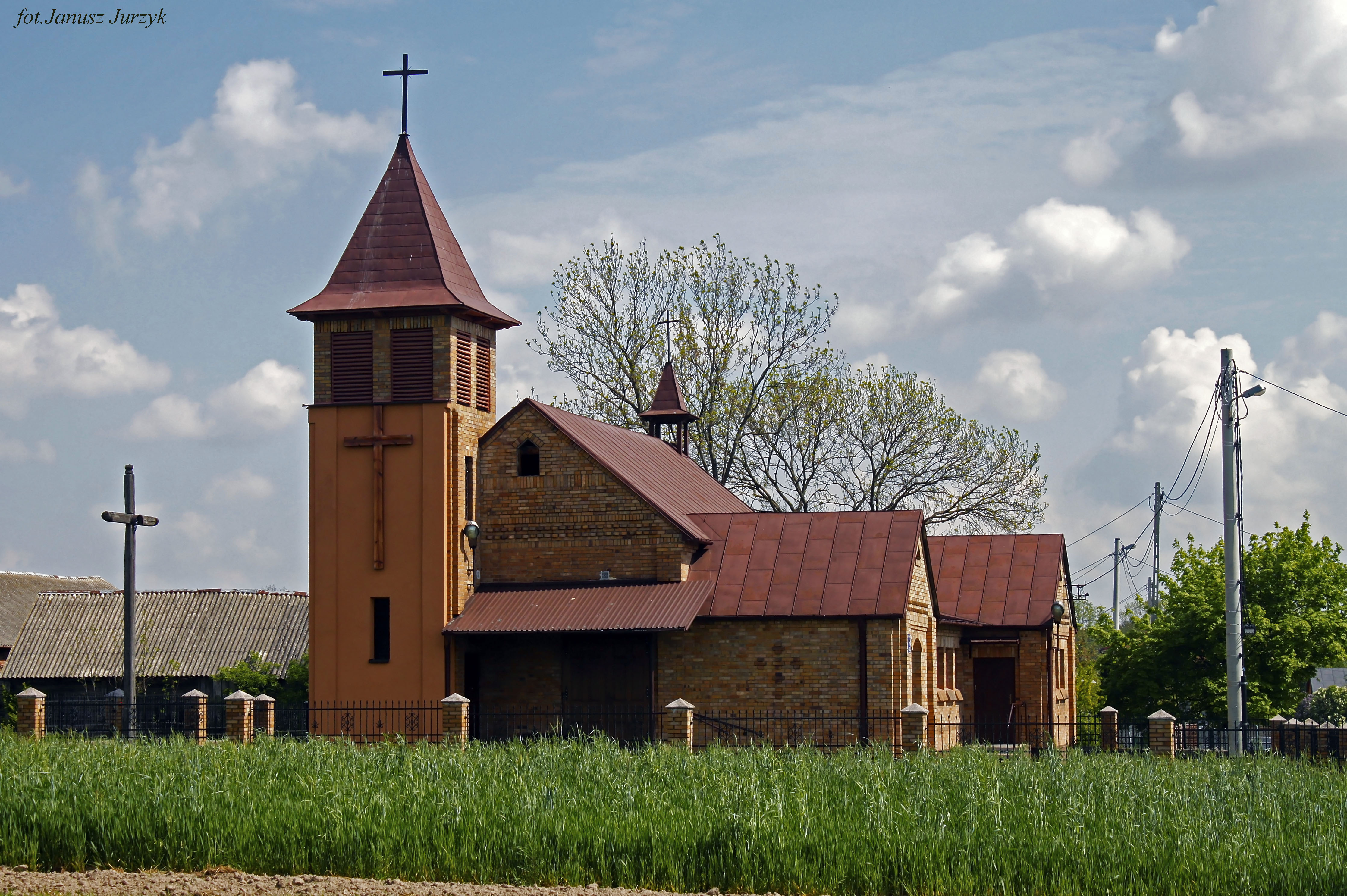
Kaplica Dojazdowa Osiny Dolne.jpg